# أرنولد شوينبيرج
أرنولد شوينبيرج  (تُلفظ بالألمانية: [ˈa:ɐ̯nɔlt ˈʃø:nbɛɐ̯k]؛ 13 من سبتمبر 1874م - 13 من يوليو 1951م) كان مُلحنًا نمساويًا ورسامًا، مُرتبطًا بالحركة التعبيرية في الشعر والفن الألماني، ورائدًا للمدرسة الفيينية الثانية. استخدم شوينبيرج الهجاء الألماني المعياري شونبيرج حتى بعد انتقاله إلى الولايات المتحدة في عام 1934م (شتاينبرج 1995، 463)، وعندئذ بدَّله إلى شوينبيرج «احترامًا للممارسة الأمريكية» (فوس 1951، 401)، على الرغم من ادّعاء أحد الكُتَّاب بأن أرنولد قام بالتغيير قبل موعده بسنة (روس 2007، 45).
يُعد نهج شوينبيرج، من حيث كل من التناغم والتطوير، من بين المعالم الرئيسة للفكر الموسيقي في القرن العشرين الميلادي؛ فعلى الأقل قامت ثلاثة أجيال من المُلحنين في التقاليد الأوروبية والأمريكية بنشر فكره بوعي أو - في بعض الحالات - بالتفاعل عاطفيًا تجاهه. وأثناء نشأة الحزب النازي في النمسا، كانت موسيقاه مُصنَّفةً، إلى جانب موسيقى الجاز، على أنها فن مُنْحَل.[بحاجة لمصدر]
كان شوينبيرج معروفًا على نطاقٍ واسعٍ في بداية حياته المهنية بسبب نجاحه في تمديد الأساليب المتعارضة تقليديًا للرومانسية الألمانية لبرامس.(Brahms) وفاغنر (Wagner) في آنٍ واحدٍ. ولاحقًا، جاء اسمه لتجسيد الابتكارات الرائدة في عدم توافق الألحان (على الرغم من أن شوينبيرج نفسه بَغَضَ المصطلح «عدم توافق الألحان» لأنه غير دقيق في وصف نواياه) التي من شأنها أن تصبح السمة الأكثر جدلاً لفن موسيقى القرن العشرين. وفي عشرينيات القرن العشرين، طوَّر شوينبيرج تقنية الإثني عشرةَ نغمة، وهي طريقةٌ إنشائيةٌ مؤثرةٌ على نطاقٍ واسعٍ للتلاعب بالسلسلة المرتبة لجميع العلامات الموسيقية الإثني عشرة في السلم الكروماتيكي. وصاغ شوينبيرج أيضًا مصطلح التباين النامي، وكان الملحن الحديث الأول لتبني سُبُل تطوير الأفكار الرئيسة دون اللجوء إلى هيمنة الفكرة اللحنية المركزية.
كان شوينبيرج أيضًا رسامًا ومُنَظِّرًا موسيقيًا هامًا ومُعلمًا مؤثرًا للتلحين؛ تضمن طُلابه ألبان بيرج (Alban Berg) وأنطون ويبيرن (Anton Webern) وهانس أيسلر (Hanns Eisler) وإيجون ويلسز (Egon Wellesz) ولاحقًا جون كيج (John Cage) ولو هاريسون (Lou Harrison) وإيرل كيم (Earl Kim) وليون كيرشنر (Leon Kirchner)، وموسيقيين بارزين آخرين. ودوَّت العديد من ممارسات شوينبيرج -بما في ذلك إضفاء الطابع الرسمي على الطريقة الإنشائية- وعادته في دعوة الجماهير علانيةً للتفكير بشكلٍ تحليليٍّ في الفكر الموسيقي الطليعي طوال القرن العشرين. وفي كثيرٍ من الأحيان، كانت وجهات نظره الجدلية لتاريخ الموسيقى والجماليات حاسمةً للعديد من علماء موسيقى ونُقّاد القرن العشرين المرموقين، بما في ذلك تيودور أدورنو (Theodor Adorno) وتشارلز روسن (Charles Rosen) وكارل داهلهاوس (Carl Dahlhaus). وكان لفكره أيضًا تأثيرًا كبيرًا على عازفي البيانو آرثر شنابل (Artur Schnabel) ورودولف سيركين (Rudolf Serkin) وإدوارد ستويرمان (Eduard Steuermann) وجلين جولد (Glenn Gould).
وتم جمع إرث شوينبيرج الأرشيفي في مركز أرنولد شونبيرج في فيينا.

## كتابات أخرى
- Auner, Joseph. 1993. A Schoenberg Reader. New Haven: Yale University Press. ISBN 0-300-09540-6.
- Boulez, Pierre. 1991. "Schoenberg is Dead" (1952). In his Stocktakings from an Apprenticeship, collected and presented by Paule Thévenin, translated by Stephen Walsh, with an introduction by Robert Piencikowski, 209–14. Oxford: Clarendon Press; New York: مطبعة جامعة أكسفورد. ISBN 0-19-311210-8.

## وصلات خارجية
- أرنولد شوينبيرج على موقع IMDb (الإنجليزية)
- أرنولد شوينبيرج على موقع الموسوعة البريطانية (الإنجليزية)
- أرنولد شوينبيرج على موقع مونزينجر (الألمانية)
- أرنولد شوينبيرج على موقع ألو سيني (الفرنسية)
- أرنولد شوينبيرج على موقع ميوزك برينز (الإنجليزية)
- أرنولد شوينبيرج على موقع أول موفي (الإنجليزية)
- أرنولد شوينبيرج على موقع قاعدة بيانات برودواي على الإنترنت (الإنجليزية)
- أرنولد شوينبيرج على موقع قاعدة بيانات الأفلام السويدية (السويدية)
- أرنولد شوينبيرج على موقع إن إن دي بي (الإنجليزية)
- أرنولد شوينبيرج على موقع أول ميوزيك (الإنجليزية)

- Arnold Schoenberg Center in Vienna
- Biographical Timeline at the Arnold Schoenberg Center